# Gisacum
 (février 2021).
Si vous disposez d'ouvrages ou d'articles de référence ou si vous connaissez des sites web de qualité traitant du thème abordé ici, merci de compléter l'article en donnant les références utiles à sa vérifiabilité et en les liant à la section « Notes et références ».
Gisacum est un site gallo-romain qui se trouve sur la commune du Vieil-Évreux dans l'Eure en région Normandie.
Gisacum est le nom actuellement donné à une vaste agglomération religieuse gallo-romaine de 250 hectares située sur le territoire de cinq communes du département de l'Eure (Normandie, France) : Le Vieil-Évreux, Miserey, Cierrey, Le Val-David et La Trinité.
Avec une superficie de 230 à 250 hectares, elle était l'une des plus grandes cités de Gaule.

## Géographie
Contrairement à Évreux (Mediolanum Aulercorum) installée dans le fond de la vallée de l'Iton, Gisacum est située sur un point haut du plateau, dans la partie nord de la plaine de Saint-André. Le substrat est constitué de lambeaux de placages limoneux recouvrant des argiles à silex, issues de la dissolution de la craie sous-jacente. En dehors de la pluviométrie naturelle très faible (moins de 600 mm/an en moyenne), il n'y a pas de ressource en eau. La nappe phréatique se situe à 70 ou 90 m de profondeur.

## Toponymie
Le nom exact n'est pas connu. Le nom de Gisacum a été donné au XIXe siècle à la suite de la découverte d'une inscription mentionnant le dieu Gisacus. Un savant local, Auguste Le Prévost, fit alors le rapprochement avec un toponyme mentionné dans la vie de saint Taurin, premier évêque chrétien d'Évreux,. Selon cette Vie, écrite au IXe siècle, le préfet romain local Licinius résidait dans sa « villa de Gisai » (Gisiaco villa), qui symbolise alors le lieu du paganisme. Il n'en fallut pas plus à Auguste Le Prévost pour identifier le site gallo-romain à cette « villa de Gisai » et nommer le site Gisacum afin de le distinguer clairement du chef-lieu de cité Mediolanum Aulercorum (Évreux, à 6 km) que les autres chercheurs situaient alors sur la commune proche du Vieil-Évreux. Les archéologues ont ensuite établi que les deux villes se sont développées en parallèle.
Le nom a été repris il y a quelques années par le département de l'Eure pour nommer le récent site touristique et culturel qu'il a créé, en 2001, en réalisant un jardin archéologique autour des thermes de la vaste ville-sanctuaire qui est désormais présentée dans un musée de site (centre d'interprétation archéologique inauguré en 2005). Les recherches se poursuivent actuellement sur le temple situé au cœur de l'agglomération gallo-romaine.
Par ailleurs, il y a au moins deux autres Gisay dans l'actuel département de l'Eure : Gisay-la-Coudre (Gysaium 1124) et un hameau Gisay à Thevray. Ces deux toponymes remontent sans aucun doute au gaulois *Gisacon, latinisé en Gisacum, composé avec le suffixe celtique *-āko- « lieu de » puis « propriété de ». Il est précédé d'un élément mal identifié *Giso- que l'on retrouve également dans Gisors (Gisortis 968), associé au nom gaulois du gué : rito- / ritu-.

## Histoire de la ville sanctuaire
Les vestiges antiques les plus anciens découverts dans le temple central sont postérieurs de peu à la conquête romaine (milieu du Ier siècle avant notre ère). La nature exacte des occupations n'est pas connue mais l'hypothèse d'un lieu sacré est pour l'instant retenue. Une occupation importante a été mise en évidence pour l'époque augustéenne et un réaménagement important de l'espace central du temple est réalisé dans la première moitié du Ier siècle (vraisemblablement sous Tibère). Dans le troisième quart du Ier siècle, un groupe de trois temples en pierre est construit. C'est à cette époque que semble se mettre en place un premier urbanisme. Un quartier apparaît ainsi à l'ouest du temple, et un second voit probablement le jour au nord d'un second édifice (dit du champ des Dés), interprété comme une vaste place publique équipée (forum).
Au début du IIe siècle, ces quartiers structurés sont rasés pour laisser la place à un urbanisme très original. La ville adopte alors une forme hexagonale unique dans le monde romain. Au centre, les monuments publics (thermes, temple, théâtre, forum) sont entourés par un réseau d'aqueducs et de grands espaces vides. Les habitats sont rejetés à la périphérie, le long d'une rue bordée d'un portique de près de 5,6 km. Toutes les maisons sont alignées en façade derrière ce portique. L'importance du propriétaire se décline à l'arrière, avec des bâtiments plus ou moins importants. Cette bande bâtie polygonale, qui couvre à elle seule près de 60 ha, concentre les activités artisanales (bronziers, travail de l'os, etc.) et commerciales (auberges ?). Au début du IIIe siècle, date de la reconstruction du temple sur 6 ou 8 ha, la ville possède un périmètre de près de 6 km et un diamètre de 2,2 km.
Le site semble cesser son activité assez tôt, vers le milieu du IIIe siècle. Le temple est alors transformé en castellum (fortin doté d'un fossé et d'un talus imposant). Le temple sera ensuite rapidement détruit afin de récupérer les pierres nécessaires à la construction du second rempart d'Évreux. Le castellum sera réutilisé plus tard comme maison forte aux XIIe et XIIIe siècles, sans doute par l'un des premiers seigneurs du Vieil-Évreux (seigneurie rattachée à l'évêché d'Évreux). On construira l'église paroissiale à l'angle du temple.

## Les monuments

### Le sanctuaire

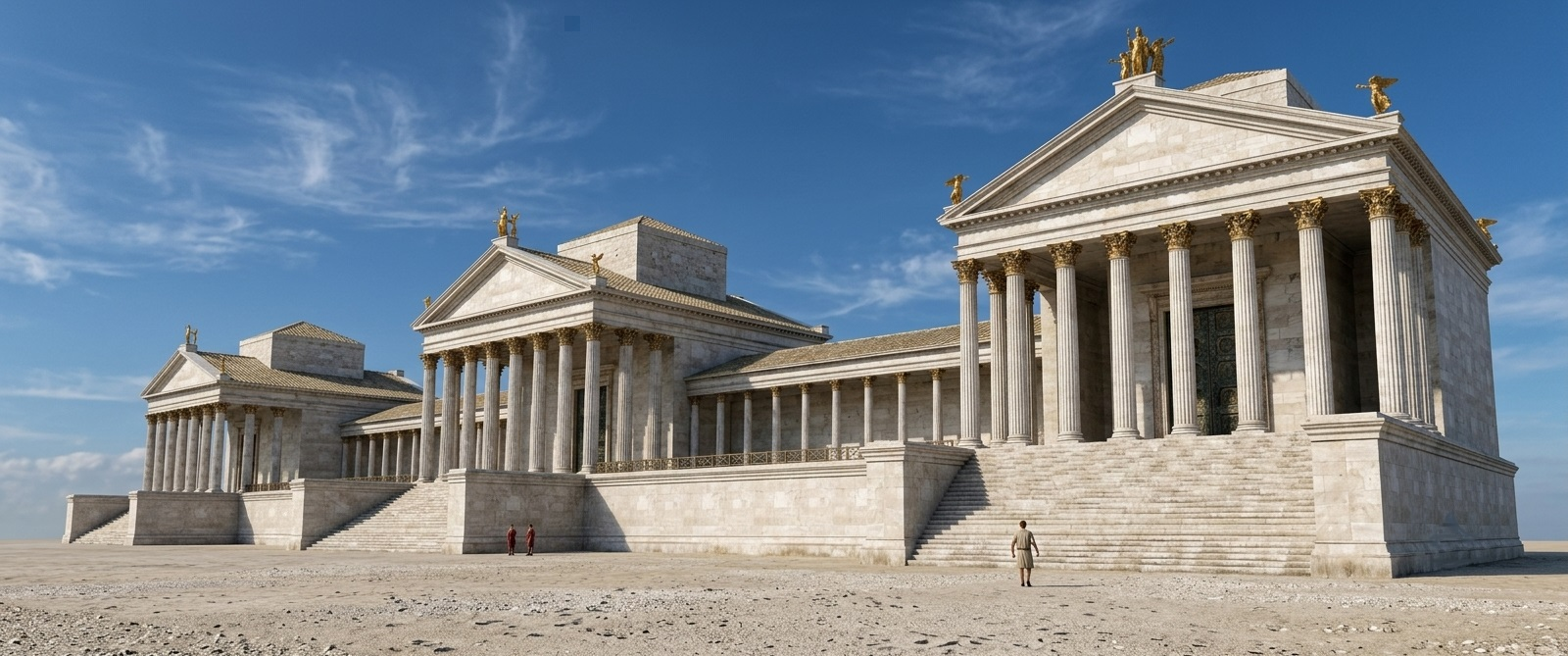
Proposition de restitution du sanctuaire de Gisacum.

Les Éburovices rendaient un culte aux dieux romains (Apollon, Jupiter, Mercure, Mars) et sans doute à l'empereur dans le grand sanctuaire qui s'étendait sur 6,8 hectares. Les archéologues ont mis au jour un très beau mobilier religieux (statues, masque cérémoniel), aujourd'hui conservé au musée d'Évreux.
Au centre de la ville, bordé de vastes esplanades, le temple occupe une position privilégiée et donne sa fonction à l'agglomération, celle de grand sanctuaire poliade des Aulerques Éburovices, peuple qui avait pour capitale Évreux (Mediolanum Aulercorum, à 6 km).

Les fouilles en cours, bien que très partielles, ont révélé les grandes phases de l'occupation du site, depuis les alentours de la conquête romaine jusqu'à la transformation du sanctuaire en castellum durant l'Antiquité tardive.
 
L'état de conservation du site est excellent, avec des stratigraphies atteignant 4 m. En dépit de fouilles importantes au XIXe siècle, tous les vestiges antérieurs à la fin du IIe siècle de notre ère sont intégralement préservés.
Le cœur du sanctuaire occupe l'amorce d'un vallon peu marqué proche d'un point haut du plateau.
Aux occupations les plus anciennes appartiennent des céramiques datables de La Tène D2, mais la véritable structuration du site pourrait intervenir dans le courant du règne d'Auguste (fin Ier siècle avant notre ère).

De cette époque datent de nombreux trous de poteaux, des sols aménagés, des fours et quelques éléments mobiliers encore diffus. Les fouilles, encore trop ponctuelles, ne permettent pas de dresser de plan. toutefois, les aménagements pourraient être centrés autour d'une dépression dans le terrain naturel (doline ?).
Sous le règne de Tibère, l'espace semble totalement réaménagé. D'importants trous de poteaux témoignent de constructions en terre et bois (temples ?). L'ensemble est associé à un niveau repère constitué d'un sol sablo-argileux jaune.
Vers le milieu du Ier siècle, un premier temple maçonné apparaît, de forme circulaire. Il comporte une cella centrale (encore mal identifiée) au sol de craie. Autour, la galerie à colonnade possède un sol en béton (cailloutis calcaire et mortier de chaux).

À ce temple circulaire sont associés peu de temps après deux temples jumeaux carrés de type fanum, dotés de galeries à colonnade. Dans un premier temps, le sol des galeries de ces deux temple était constitué d'un simple béton de mortier rose à tuileau. Dans un second temps (courant IIe siècle ?), un dallage monumental de calcaire est mis en place sur un bain de mortier rose à tuileau. De ce dallage subsistent quelques dalles, mais surtout les empreintes des dalles récupérées lors de la destruction du temple à la fin du IIe siècle. Autour de ces trois temples de plain-pied, on trouve en façade, à l'est, un dallage monumental et, à l'ouest, un sol de cour en terre qui semble avoir été très fréquenté.

Ces trois premiers temples devaient occuper le cœur d'une première enceinte de plusieurs milliers de mètres carrés, dont seule la limite sud semble assurée, en raison de l'existence d'une rue.
Ces trois temples semblent avoir été rasés vers la fin du IIe siècle. Il est possible qu'ils aient été transférés au sud-ouest d'un nouveau péribole de plusieurs hectares, aménagé pour recevoir plus tard en son centre un groupe monumental de trois temples colossaux.
Ce dernier ensemble, daté de la période sévérienne (fin IIe siècle, début IIIe siècle) est constitué de trois temples principaux sur podium reliés par des galeries.

Le podium des temples est restitué à près de 6 m du sol, et le temple principal, un peu plus haut que ceux du nord et du sud, devait culminer à près de 25 m de hauteur. À l'exception des murs intérieurs, tous les murs extérieurs, larges de 2 m, sont construits en grand appareil de calcaire dont seuls subsistent quelques blocs et surtout l'empreinte du premier rang de blocs au sommet de la fondation.

Ces trois temples sont de plan identique et combinent à la fois le principe gallo-romain à plan centré (principe du fanum à cella et galerie) et l'aspect italique à l'extérieur (temple prostyle octostyle). Le temple central est relié aux temples sud et nord par deux galeries précédées à l'est par une terrasse surplombant la cour orientale de près de 6 m. Sur la terrasse sud, deux puits gigantesques ont été repérés. Le plus proche du temple central avait une ouverture d'environ 1,70 m. Cet ensemble colossal de trois temples prenait place au centre d'une enceinte complexe de 6 ou 8 ha constituée de plusieurs cours. À l'est, des groupes de bâtiments ont été repérés mais restent pour l'instant non identifiés.
À la fin du IIIe siècle, le temple est désaffecté et transformé en castellum. Un large et profond fossé (vallum) est creusé autour du groupe central, doublé par un talus interne (agger).

Le sol de ce castellum semble conservé dans la cour orientale des temples, qui étaient encore en élévation à cette époque. L'ensemble est détruit à la fin du IIIe siècle ou dans le courant du IVe siècle, sans doute sur ordre public. L'hypothèse de cette commande publique pourrait être l'impérieux besoin de matériaux pour la construction du rempart gallo-romain du chef-lieu de cité proche de 6 km (Évreux). Tous les gros blocs de pierre semblent ainsi avoir été débités pour être transformés en moellons. De la riche décoration du sanctuaire sévérien ne subsistent donc plus que quelques modestes fragments de sculpture (fragments de chapiteaux, corniches ou frises décorées de personnages).

La butte de gravats et le fossé en partie comblé du castellum seront réutilisés en maison forte au XIIe siècle par les premiers seigneurs du Vieil-Évreux, dont la seigneurie était rattachée à l'évêché d'Évreux, lointain héritier d'une partie du domaine public antique.

### L'aqueduc

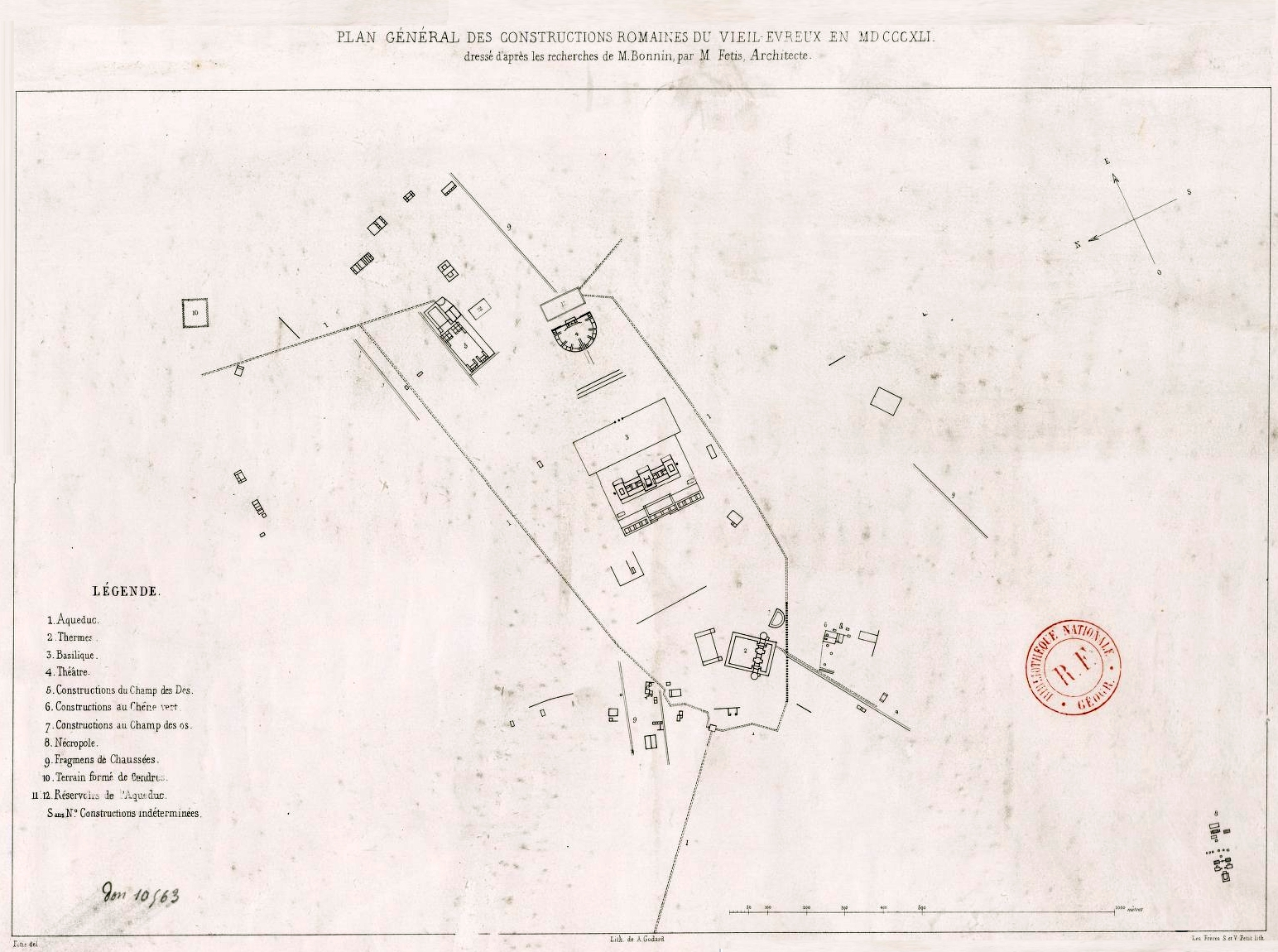
Plan de Gisacum en 1841.

L'aqueduc du Vieil-Évreux, ouvrage d'art exceptionnel, est relativement bien connu. Fouillé dès le début du XIXe siècle par François Rever, son tracé a fait l'objet d'explorations importantes vers 1840 par Théodose Bonnin. En 1950, Joël Le Gall affine son tracé à partir de l'examen de clichés aériens verticaux de l'IGN. Depuis, un travail universitaire poussé a été réalisé en 2005 par Pierre Wech (Université de Paris I). Un inventaire précis des sources et des vestiges visibles a ainsi été réalisé. En 2007 et 2008, deux campagnes de sondages ont été réalisées à l'entrée de la ville antique de Gisacum (exploitation des données en cours par l'auteur des fouilles).

La source de l'aqueduc reste inconnue à ce jour. L'hypothèse d'un captage de la nappe phréatique de la craie (résurgence possible) au fond de la vallée de l'Iton en amont de Damville est l'une des hypothèses. L'autre hypothèse serait une dérivation de l'Iton lui-même. Le captage se situe vraisemblablement vers 140 m NGF, et aboutirait au Vieil-Évreux vers 133 m, après un parcours d'environ 27 km dont seuls 19 km sont bien connus. Pierre Wech restitue ainsi une pente moyenne de 35 cm/km.

Le tracé de l'ouvrage est en grande partie souterrain. En effet, le tracé le plus court choisi par les ingénieurs antiques passe à 15 ou 20 m de profondeur dans le hameau du Buisson Chevallier (commune de Sylvains-les-Moulins). Le principe de construction, mis en évidence par François Rever, a révélé la présence de puits d'accès régulièrement espacés. De part et d'autre de cette ligne de puits actuellement comblés, des tas de gravats issus de l'extraction sont encore visibles dans les bois et dans les cultures.

Pierre Wech a montré qu'en dessous de 5 m de profondeur, les Romains avaient opté pour le creusement de tranchées ouvertes comblées après construction du canal.

À l'approche de la ville-sanctuaire de Gisacum, le franchissement de trois vallons a conduit les Romains à réaliser des ouvrages de franchissement. Succédant à au moins un pont en bois, des talus imposants ou un pont canal maçonné franchissaient les vallons.

À l'entrée dans la ville antique, l'aqueduc débouchait dans un bassin de répartition, qui subdivisait les eaux en deux branches principales.

### Les thermes
Parmi les monuments publics construits, les thermes occupent un vaste espace (109 mètres sur 84 mètres au total) au sud-ouest de la cité dès le IIe siècle. Ce complexe était composé, au début du IIIe siècle de trois ensembles : au sud se trouvait une cour de service et les latrines. Au centre, le bâtiment thermal recevait le public. Une palestre permettait de faire du sport, au nord du complexe. Les piscines et les fontaines étaient alimentées par un aqueduc d'une vingtaine de kilomètres de long. Les eaux usées étaient transportées vers la cour de service pour nettoyer les latrines ; puis elles étaient évacuées par un égout en dehors de la ville.
Les thermes sont délaissés au milieu du IIIe siècle et sont détruits au IVe siècle.

### Le monument des eaux
Fouilles 2003-2004.

### Le théâtre

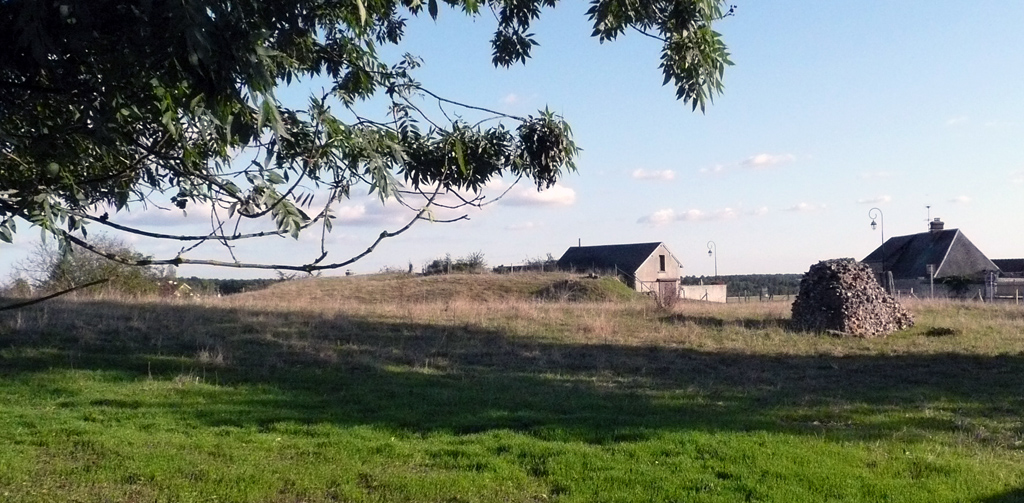
Théâtre de Gisacum : vestiges de la cavea.

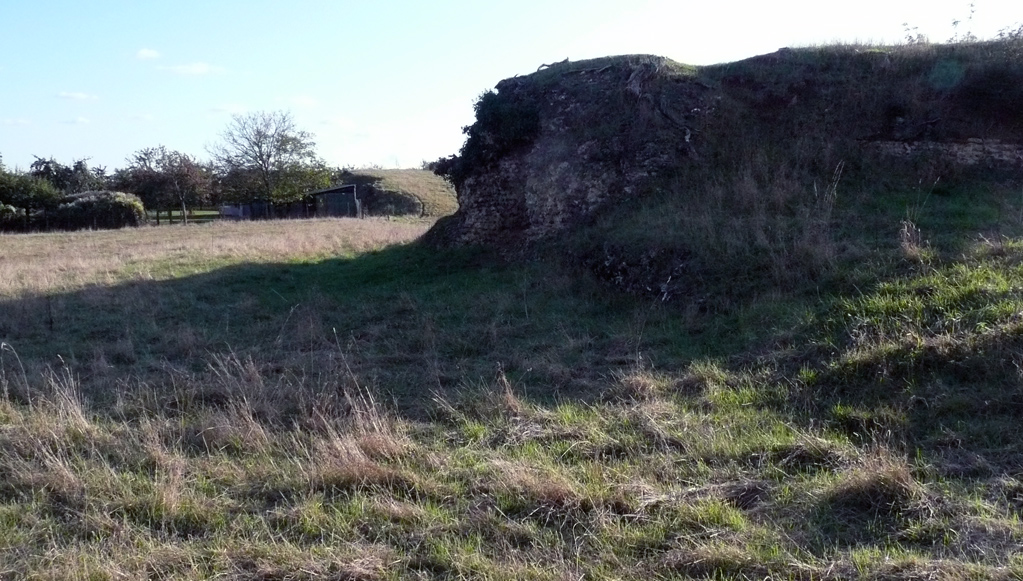
Théâtre de Gisacum : vestiges de la cavea et de la scène.

Du théâtre gallo-romain subsistent des vestiges de maçonneries et la forme générale de la cavea.
Le théâtre de 106 mètres de diamètre pouvait accueillir au moins 7 000 personnes.
Observé par François Rever au début du XIXe siècle et fouillé partiellement en 1840 par Théodose Bonnin, ce monument est encore assez mal connu. Des levers topographiques et des prospections géophysiques réalisés pour le département de l'Eure en 1997-1998 ont permis de valider certaines découvertes anciennes, tout en offrant un nouveau plan au dernier état du monument. Un théâtre plus ancien est supposé sous l'édifice actuel, mais en l'absence de fouilles, la datation et la forme de ce (premier ?) théâtre restent inconnus.
L'essentiel des vestiges du théâtre appartient au département de l'Eure.

### Autres monuments
La cité de Gisacum comprenait aussi :
- des fana (plusieurs fana satellites ont été localisés dans un rayon de 15 km autour de Gisacum) ;
- un portique.

### Le réseau routier
Trois routes rayonnaient à partir du site vers le sud, l'est et Évreux.

## Un site archéologique majeur

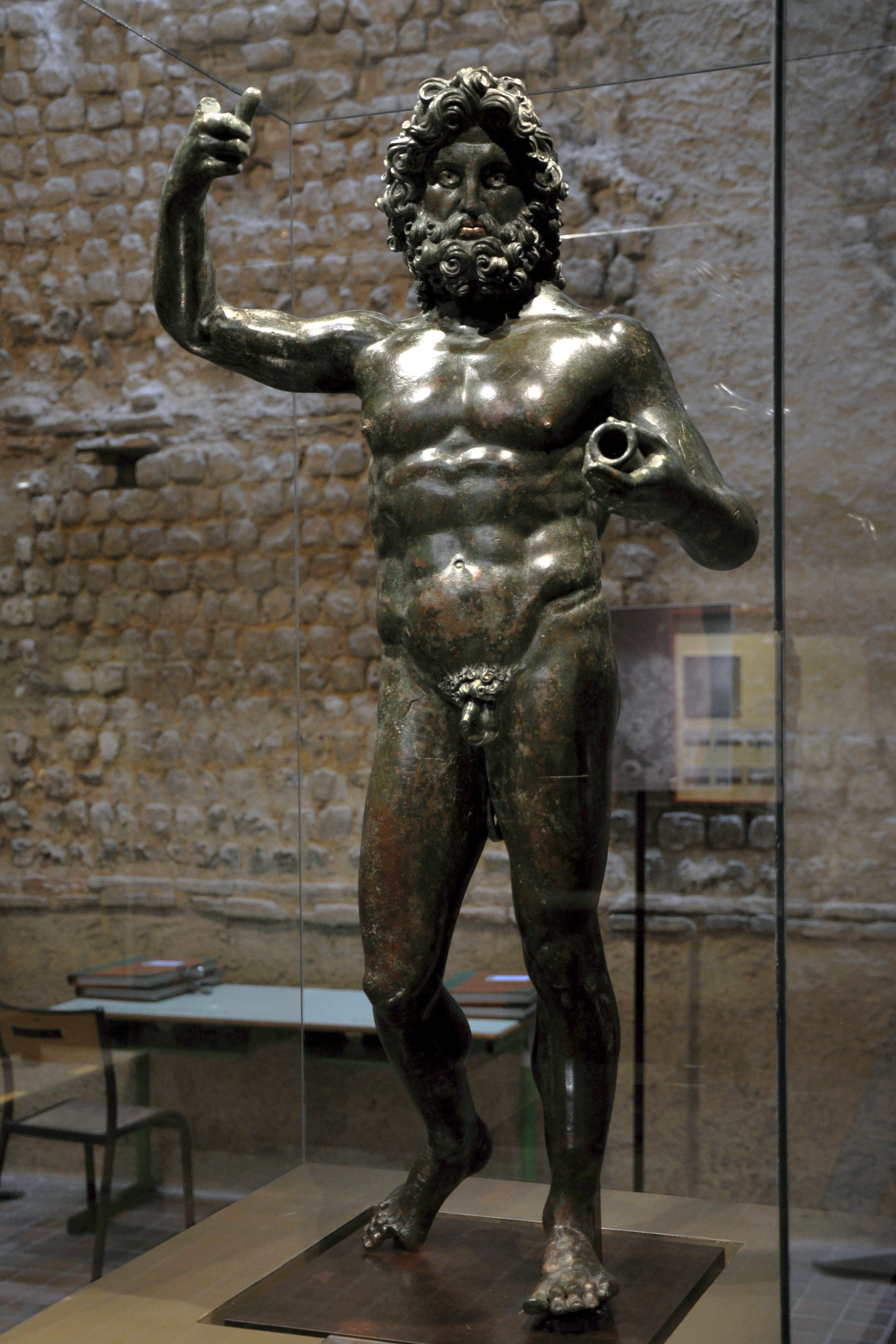
Statue en bronze de Jupiter Stator, retrouvée sur le site de Gisacum et exposée au musée d'Évreux.

Au début du XIXe siècle, François Rever procède aux premières fouilles des thermes ; elles sont poursuivies par Charles de Stabenrath en 1829, puis par Théodose Bonnin dans les années 1840. Les thermes sont achetés par le département de l'Eure dans les années 1830.

Dans la première moitié du XXe siècle, Émile Espérandieu puis Marcel Baudot continuent le travail.

Entre 1973 et 1978, l'association Archéo 27  termine la reconnaissance des thermes. La sécheresse de 1976 permet de découvrir sur les photographies aériennes l'ampleur du site.
Les restes des thermes sont aujourd'hui visibles sur la commune du Vieil-Évreux, à environ 5 kilomètres au sud-est d'Évreux. Le jardin archéologique donne une idée de leur ampleur au début du IIIe siècle.

Un bâtiment de la mission archéologique départementale de l'Eure présente le site et les dernières trouvailles faites depuis 1996. Il est ouvert au public du 1er mars au 15 novembre de 10 h à 18 h, sauf le samedi, de 14 h à 18 h.
La plupart des collections d'objets sont conservées au musée d'Évreux.